# Xanthodisca
Xanthodisca là một chi bướm ngày thuộc họ Bướm nâu.